# Carles Bosch i Arisó
Carles Bosch i Arisó   (Barcelona, 1952) és un periodista i cineasta català. Ha estat un dels fundadors de programes com 30 minuts i Sense ficció per a TV3. La seva carrera en el cinema documental com a director i guionista l'ha portat a explicar moltes històries amb la seva càmera: la Revolució de Vellut a Praga (Txecoslovàquia des del cor de la revolta), la història dels cubans que intenten emigrar cap a Miami com poden (Balseros), històries d'amor dins la presó (Septiembres) i com Pasqual Maragall i la seva família lluiten contra l'Alzheimer (Bicicleta, cullera, poma). Vol explicar la realitat, sense renunciar a fer un relat interessant per a l'espectador. La seva gran passió és la música reggae jamaicana.

## Biografia
Va néixer el 1952 a la ciutat de Barcelona. És net de Gabriel Arisó i Riqué i besnet d'Antoni Arisó i Milà, fundador de la casa Arisó de balances, bàscules i caixes de cabals. Va estudiar dret a la Universitat de Barcelona, i posteriorment es graduà l'any 1975 en periodisme a l'Escola Oficial de Periodistes de Barcelona.
Entre 1976 i 1978 treballà com a reporter de la revista Interviú. L'any 1984 inicià la seva activitat a Televisió de Catalunya, i a TV3 fou un dels principals reporters del programa 30 minuts. La seva activitat en aquest programa com a reporter de guerra li va valdre un Premi Ondas Internacional pel reportatge Txecoslovàquia: el cor de la revolta l'any 1990.
Va estar present a la guerra de Iugoslàvia, realitzant diversos reportatges. Va dirigir durant més d'un any (1996-1997) l'oficina d'ajuda humanitària que l'Ajuntament de Barcelona tenia a la ciutat de Sarajevo un cop acabada la guerra.

## Obres

### Balseros
A partir d'un reportatge realitzat l'any 1994 per al programa 30 minuts sobre set cubans i les seves respectives famílis quan preparaven la seva sortida de Cuba per arribar a la costa dels Estats Units d'Amèrica l'any 2002 va realitzar, en companyia de Josep Maria Domènech i amb el guió del mateix Bosch i David Trueba, el documental Balseros. Amb aquest documental foren nominats al Premi Goya i a l'Oscar a la Millor Pel·lícula Documental del 2003, esdevenint la primera producció catalana en aconseguir aquest reconeixement.
L'any 2003 fou guardonat, juntament amb Josep Maria Domènech i concedit per la Generalitat de Catalunya, amb el Premi Nacional de Cinema per presentar una aproximació vital, honesta i còmplice al drama personal i familiar de l'emigració de Cuba als Estats Units.
Balseros tingué un èxit sense precedents en el cinema documental català i és el principal referent, junt amb En construcción de José Luis Guerin, de l'auge de producció i protagonisme del cinema documental a Espanya anomenat «boom documental» que s'inicià a mitjans dels anys 1990.

### Setembres
Carles Bosch filmà l'any 2006 el seu segon llargmetratge documental, Setembres, que tracta sobre les relacions sentimentals de diversos presos i preses de Madrid, seguint les seves vides sentimentals dins la presó madrilenya de Soto del Real. Va participar en diversos festivals internacionals: premiat als festivals de Màlaga, Miami, i l'holandès IDFA.

### Bicicleta, cullera, poma
Des de 2007, a partir de l'anunci de l'ex-president de la Generalitat de Catalunya i exalcalde de Barcelona, Pasqual Maragall, que patia la malaltia d'Alzhèimer, Carles Bosch segueix durant dos anys a Maragall i la seva família en la seva vida quotidiana per recollir el procés vital i la lluita de Pasqual Maragall i la seva família contra l'Alzhèimer, una terrible plaga del nostre temps que afecta 26 milions de persones en tot el món.

### Petitet (Rumba pa' ti)
El darrer projecte de Carles Bosch es diu Petitet (Rumba pa' ti) i està dedicat a la figura de Joan Ximénez Valentí, el Petitet, gitano català del Raval que ha portat la rumba al Gran Teatre del Liceu. Hi va treballar des del 2016, estrenada el 2018, i guanyar el Gaudí a la millor pel·lícula documental en 2019.

## Premis i nominacions

### Premis en cinema
8º Rencontres Internationales de Cinéma à Paris
| Any  | Categoria        | Pel·lícula | Resultat         |
| ---- | ---------------- | ---------- | ---------------- |
| 2002 | Premi del Públic | Balseros   | Premi del públic |

32 Edició del Festival de cine d'Alcalá de Henares
| Any  | Categoria        | Pel·lícula | Resultat         |
| ---- | ---------------- | ---------- | ---------------- |
| 2002 | Premi del Públic | Balseros   | Premi del públic |

Ajijic Festival Internacional de Cine, Mèxic
| Any  | Categoria       | Pel·lícula | Resultat                      |
| ---- | --------------- | ---------- | ----------------------------- |
| 2002 | Premi del Jurat | Balseros   | Millor documental en Espanyol |

24 Festival Internacional del Nuevo Cine Latinoamericano, La Habana
| Any  | Categoria                         | Pel·lícula | Resultat                          |
| ---- | --------------------------------- | ---------- | --------------------------------- |
| 2002 | Premi Millor Documental Estranger | Balseros   | Premi Millor Documental Estranger |
| 2002 | Premi Documental Memòria          | Balseros   | Premi Documental Memòria          |

Festival Internacional de Cine de Santo Domingo
| Any  | Categoria                | Pel·lícula | Resultat                 |
| ---- | ------------------------ | ---------- | ------------------------ |
| 2003 | Premi Especial del Jurat | Balseros   | Premi Especial del Jurat |

Miami International Film Festival
| Any  | Categoria        | Pel·lícula | Resultat         |
| ---- | ---------------- | ---------- | ---------------- |
| 2003 | Premi del Públic | Balseros   | Premi del Públic |

Docaviv. Tel-Aviv International Documentary Film Festival
| Any  | Categoria                                  | Pel·lícula | Resultat                                   |
| ---- | ------------------------------------------ | ---------- | ------------------------------------------ |
| 2003 | Premi a la Millor Pel·lícula Internacional | Balseros   | Premi a la Millor Pel·lícula Internacional |

Premi Cartelera Turia
| Any  | Categoria                  | Pel·lícula | Resultat                   |
| ---- | -------------------------- | ---------- | -------------------------- |
| 2003 | Premi al Millor Documental | Balseros   | Premi al Millor Documental |

Premi Jose Maria Forqué
| Any  | Categoria                           | Pel·lícula | Resultat                            |
| ---- | ----------------------------------- | ---------- | ----------------------------------- |
| 2003 | Premi al Millor Documental Espanyol | Balseros   | Premi al Millor Documental Espanyol |

Premi Nacional de Catalunya a la Cinematografia
| Any  | Categoria                                       | Pel·lícula | Resultat                                        |
| ---- | ----------------------------------------------- | ---------- | ----------------------------------------------- |
| 2003 | Premi Nacional de Catalunya a la Cinematografia | Balseros   | Premi Nacional de Catalunya a la Cinematografia |

CPH:DOX Copenhagen International Documentary Film Festival
| Any  | Categoria                     | Pel·lícula | Resultat                      |
| ---- | ----------------------------- | ---------- | ----------------------------- |
| 2003 | Menció Especial Amnesty Award | Balseros   | Menció Especial Amnesty Award |

International Documentary Association Awards (IDA Awards)
| Any  | Categoria                                   | Pel·lícula | Resultat                                    |
| ---- | ------------------------------------------- | ---------- | ------------------------------------------- |
| 2003 | IDA Distinguished Feature Documentary Award | Balseros   | IDA Distinguished Feature Documentary Award |

Dirk Vandersypen Award
| Any  | Categoria              | Pel·lícula | Resultat     |
| ---- | ---------------------- | ---------- | ------------ |
| 2003 | Dirk Vandersypen Award | Balseros   | Primer premi |

64th Annual Peabody Award
| Any  | Categoria                          | Pel·lícula | Resultat |
| ---- | ---------------------------------- | ---------- | -------- |
| 2005 | DBest in electronic media for 2004 |            |          |

Festival de cinema de Màlaga
| Any  | Categoria                | Pel·lícula | Resultat                 |
| ---- | ------------------------ | ---------- | ------------------------ |
| 2007 | Premi especial del Jurat | Setembres  | Premi especial del jurat |

Festival Internacional de Miami
| Any  | Categoria       | Pel·lícula | Resultat        |
| ---- | --------------- | ---------- | --------------- |
| 2007 | Premi del Jurat | Setembres  | Premi del jurat |

IDFA
| Any  | Categoria          | Pel·lícula | Resultat  |
| ---- | ------------------ | ---------- | --------- |
| 2007 | Premi Jorins Ivens | Setembres  | Finalista |

### Nominacions en cinema
Premis Goya
| Any  | Categoria         | Pel·lícula | Resultat  |
| ---- | ----------------- | ---------- | --------- |
| 2003 | Millor documental | Balseros   | Candidata |

Premis Oscar
| Any  | Categoria         | Pel·lícula | Resultat  |
| ---- | ----------------- | ---------- | --------- |
| 2004 | Millor documental | Balseros   | Candidata |

### Premis en televisió
Premis Ondas Internacional
| Any  | Categoria  | Pel·lícula                              | Resultat |
| ---- | ---------- | --------------------------------------- | -------- |
| 1990 | Reportatge | Txecoslovàquia: en el cor de la revolta | Premiat  |

Premi Jeni Hubinetl
| Any  | Categoria  | Pel·lícula                              | Resultat |
| ---- | ---------- | --------------------------------------- | -------- |
| 1990 | Reportatge | Txecoslovàquia: en el cor de la revolta | Premiat  |

Festival Internacional del Gran Reportatge
| Any  | Categoria                  | Pel·lícula                           | Resultat |
| ---- | -------------------------- | ------------------------------------ | -------- |
| 1997 | Millor reportatge de l'any | Balseros (primer reportatge per a TV | Premiat  |

Premi de la Conselleria de Benestar Social, de la Generalitat de Catalunya
| Any  | Categoria | Pel·lícula               | Resultat |
| ---- | --------- | ------------------------ | -------- |
| 1993 |           | La feina de buscar feina | Premiat  |

Festival de Montecarlo
| Any  | Categoria           | Pel·lícula                           | Resultat  |
| ---- | ------------------- | ------------------------------------ | --------- |
| 1993 | Premi Especial UNDA | Sarajevo: l'enemic invisible         | Finalista |
| 1996 | Nimfa d'Or          | Las rosas de Sarajevo                | Finalista |
| 1997 | Nimfa d'Or          | Balseros (primer reportatge per a TV | Finalista |
| 1998 | Nimfa d'Or          | Petits contra gegants                | Finalista |